# 9689 Freudenthal
A 9689 Freudenthal (ideiglenes jelöléssel 4831 P-L) a Naprendszer kisbolygóövében található aszteroida. Cornelis Johannes van Houten, Ingrid van Houten-Groeneveld és Tom Gehrels fedezte fel 1960. szeptember 24-én.